# Danijel Popović
Danijel Popović (* 3. März 1982 in Vukovar; † 23. Oktober 2002 bei Borovo) war ein kroatischer Fußballspieler.

## Karriere
Popović wuchs in der ostkroatischen Stadt Vukovar auf, wo er für NK Dunav Dalj, NK Radnicki Dalj und NK Vukovar ’91 spielte. 2001 wurde er als 19-Jähriger in dessen erste Mannschaft aufgenommen, die in der zweiten Liga spielte, und schoss in lediglich 14 Einsätzen elf Tore. Daneben lief er für die kroatische U-20 und später für die U-21-Nationalmannschaft auf. Ende 2001 wurde er zum französischen Erstligisten SC Bastia ausgeliehen. Trotz der guten Leistungen in seiner Heimat spielte er im Team kaum eine Rolle und kam auf einen einzigen Einsatz. Dementsprechend wurde er dort nicht für weitere Spielzeiten verpflichtet und kehrte im Sommer 2002 nach Kroatien zurück. Popović entschied sich gegen seinen bisherigen Verein und unterschrieb beim Erstligisten NK Osijek. In Osijek avancierte er wieder zum Stammspieler und konnte bis Oktober 2002 in elf Spielen vier Tore schießen.

## Tod
Der Spieler war am Abend des 23. Oktober 2002 auf dem Nachhauseweg, als er nahe der Stadt Borovo die Kontrolle über seinen Wagen verlor und in einen Strommast neben der Straße fuhr. Dieser traf den Wagen, tötete Popović und verletzte seinen Beifahrer.